# Alyogyne
Alyogyne Alef., 1863 è un genere di piante arbustive della famiglia delle Malvacee, endemiche dell'Australia.

## Etimologia
Il nome del genere deriva dalle parole greche alytos (unito, non-diviso) e gyne (femminile), in riferimento allo stilo non diviso, caratteristica questa che distingue questo genere da Hibiscus.

## Descrizione
Il genere comprende arbusti molto ramificati. Su varie parti di queste piante sono presenti peli stellati.

I fiori sono solitari e nascono all'ascella delle foglie, sono larghi e possono essere di vari colori:lilla, malva, viola, blu, bianco o giallo.
I petali hanno, molto spesso, una macchia più scura alla base.
Alla base del calice vi è un epicalice formato da 4-10 bratteole lineari, saldate alla base. Il vero calice è formato da 5 sepali saldati tra di loro.

Il frutto è una capsula pentaloculare deiscente.
I semi sono spesso ricoperti da lanuggine.

## Tassonomia
Il genere Alyogyne è stato eretto da Friedrich Christoph Wilhelm Alefeld nel 1863 per includere una specie, Hibiscus hakeifolius, che si distingueva dalle altre specie del genere Hibiscus per lo stilo non diviso.
Col tempo altre specie prima considerate Hibiscus sono state riclassificate come Alyogyne.
Attualmente al genere sono ascritte le seguenti specie:
- Alyogyne cravenii Fryxell
- Alyogyne cuneiformis (DC.) Lewton - Ibisco marino
- Alyogyne hakeifolia (Giord.) Alef. - Rosa del deserto australiana
- Alyogyne huegelii (Endl.) Fryxell - Ibisco blu
- Alyogyne pinoniana (Gaudich.) Fryxell - Ibisco delle sabbie

## Usi
Alyogyne hakeifolia e Alyogyne huegelii sono coltivate come piante ornamentali anche in Europa e sono conosciute come Hibiscus blu.